# Cantó de Rambervillers
El cantó de Rambervillers és un cantó francès del departament dels Vosges, situat al districte d'Épinal. Té 29 municipis i el cap és Rambervillers.

## Municipis
- Anglemont
- Autrey
- Bazien
- Brû
- Bult
- Clézentaine
- Deinvillers
- Domptail
- Doncières
- Fauconcourt
- Hardancourt
- Housseras
- Jeanménil
- Ménarmont
- Ménil-sur-Belvitte
- Moyemont
- Nossoncourt
- Ortoncourt
- Rambervillers
- Romont
- Roville-aux-Chênes
- Saint-Benoît-la-Chipotte
- Sainte-Barbe
- Saint-Genest
- Saint-Gorgon
- Saint-Maurice-sur-Mortagne
- Saint-Pierremont
- Vomécourt
- Xaffévillers

## Història
| Data d'elecció                           | Identitat         | Partit | Qualitat |
| ---------------------------------------- | ----------------- | ------ | -------- |
| 1945-1976                                | Jean Vilmain      | CNIP   |          |
| 1976-1982                                | M. Jeanvoine      | PS     |          |
| 1982-1989                                | Pierre Kempf      | UDF    |          |
| 1989-2001                                | Gérard Keller     | PS     |          |
| 2001-                                    | Martine Gimmilaro | UMP    |          |
| les dades anteriors no són pas conegudes |                   |        |          |
|                                          |                   |        |          |

## Demografia
| A partir de 1990: Població sense dobles comptes |